# جزيرة بياك

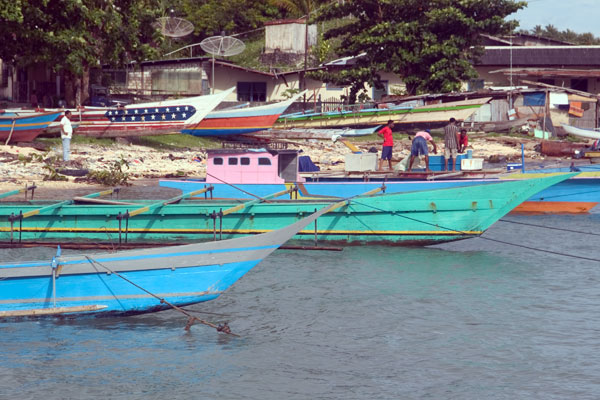
قوارب الصيد في جزيرة بياك

جزيرة بياك أكبر جزر جزر بياك وهي مجموعة جزر تقع مقابل خليج طائر الجنة شمال جزيرة غينيا الجديدة وتتبع مقاطعة بابوا في إندونيسيا.
تتميز بالجزر بكونها تمتلك الكثير من الشعاب الحلقية ومحاطة بحواجر صخرية ومرجان. أكبر مدن الجزيرة هي مدينة بياك (أو كوتا بياك) الواقعة في الساحل الجنوبي للجزيرة، أما بقية الجزيرة فهي مأهولة بأعداد قليلة من السكان المتفرقين في قرى صغيرة.

## السكان
معظم السكان أصولهم ميلانيزية ويدينون بالديانة المسيحية، اللغة الإندونيسية تستخدم رسمياً بينما لغة بياك هي الشائعة بين السكان. اللغتان الهولندية والإنجليزية تستخدمان بشكل محدود.

## أعلام
- إيفان ساندرز
- روبن كاريل سانادي